# ألياسكر باشيروف
ألياسكر باشيروف (مواليد 27 يونيو 1979) هو ملاكم تركمانستاني، مثّل بلاده في الألعاب الأولمبية الصيفية في دورتي 2004 و2008.

## روابط خارجية
ألياسكر باشيروف على موقع أوليمبيديا (الإنجليزية)